# Північно-Західний край

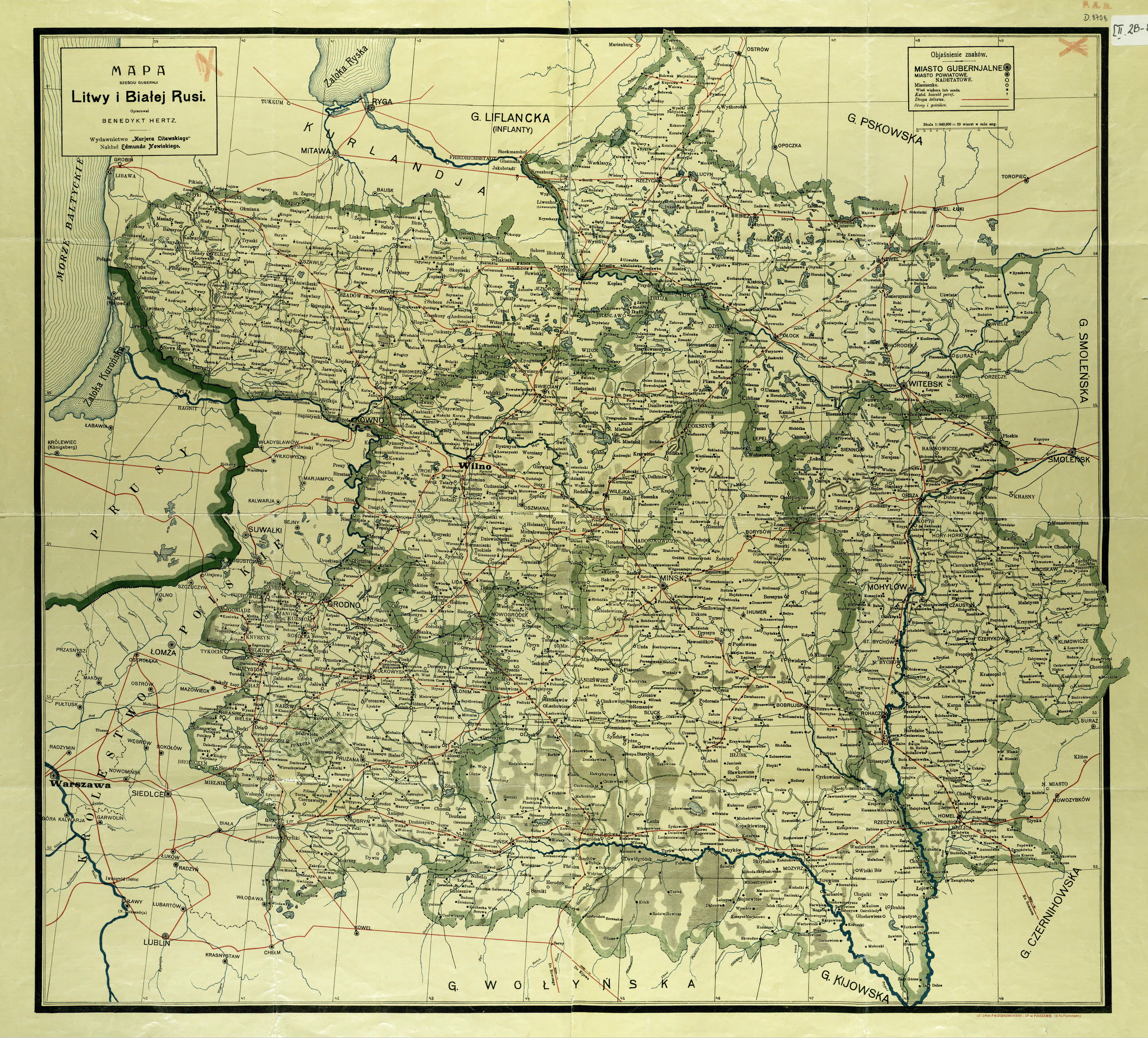
Шість губерній Північно-Західного краю Російської імперії — мапа, опублікована у видавництві газети «крайовців» «Kurjer Litewski»» під назвою «Мапа шести губерній Литви та Білорусі», між 1905 і 1910 роками.

Півні́чно-За́хідний край, або півні́чно-за́хідні губе́рнії (рос. Северо-Западный край, або рос. северо-западные губернии; пол. Kraj Północno-Zachodni) — розмовна, публіцистична та офіційно-бюрократична назва шести губерній Російської імперії (Віленська, Ковенська, Гродненська, Мінська, Могилевська та Вітебська губернії).
Термін «Північно-Західний край» («північно-заходні губернії») спочатку почав використовуватися в урядовій термінології щодо Віленського військового генерал-губернаторства після заборонення у Російській імперії Греко-католицької церкви (1839), як жадання показати не тільки спадково-династичну, а й етноконфесійну «російську» природу цих земель (Віленської, Гродненської, Мінської та Ковенської губерній). Проте до селянської реформи (1861) і особливо до повстання 1863—1864 рр. термін «Північно-Західний край» вживався дуже нечасто і не поширювався на Вітебську та Могилевську губернії. До початку 1860-х років найчастіше в російській урядовій термінології «північно-західні губернії» не висувалися окремо, а разом з «білоруськими» (Вітебською та Могилевською губерніями) і «південно-заходними губерніями» («Південно-Західним краєм» — Київським військовим генерал-губернаторством) представлялися разом та фігурували під загальною назвою «західні губернії» (чи «Західний край»)
Підпорядкування в 1863 році (через початок повстання 1863—1864 років) Вітебській та Могилевській губерніям влада віленського військового генерал-губернатора розповсюдила термін «Північно-Західний край» й на ці («білоруські») губернії, що зберіглося навіть після виходу в 1869 р. Вітебської та Могилевської губерній з-під влади віленського генерал-губернатора.
У російській імперській ідеології та ідеології «західнорусизму» термін «Північно-Західний край» фактично означав північно-західну частину «єдиної Русі» — «Північно-Західну Русь» («Північно-Західну Росію»), що особливо почали пропагувати після повстання 1863—1864 років. Крім того, закріплення з 1860-х за шістьма губерніями (Віленською, Ковенською, Гродненською, Мінською, Могилевською та Вітебською) назви «Північно-Західний край» («північно-західні губернії»), навіть після скасування у 1912 році Віленського генерал-губернаторства, фактично було признанням, що ця територія з'являється землями колишнього Великого Князівства Литовського і має подібні спільні риси в усіх відношеннях, що знайшло відображення, відповідно, у специфіці управління та верховенства права в цих губерніях. З 1830-х років специфіка управління та верховенства права в північно-західних (і південно-західних) губерніях поступово стала чітко дискримінаційною щодо багатьох верств місцевого населення (порівняно з іншими частинами Російської імперії).
Площа Північно-Західного краю (шести губерній - Віленської, Ковенської, Гродненської, Мінської, Могилевської і Вітебської) на початку XX ст. становила 260 490 квадратних російських верст (або 266 978 квадратних десятих). Центром Північно-Західного краю вважалася Вільна.

## Аналоги терміна

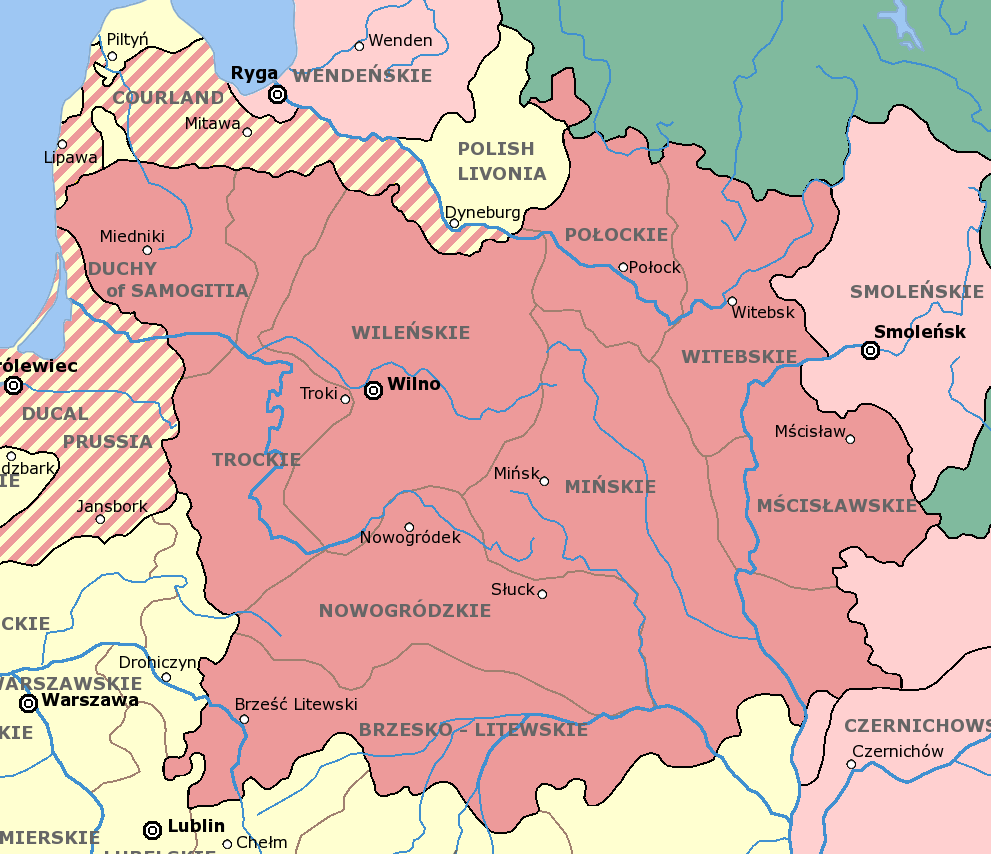
Велике князівство Литовське, 1771 р.

### Російські визначення губерній до виникнення терміна
Бажання показати справедливість захоплення земель Речі Посполитої, отриманих в результаті трьох поділів (1772, 1793, 1795), проявилося у появі в офіційних бюрократичних документах Російської імперії терміна «губернії, повернуті з Польщі» («губернии, возвращённые от Польши»), який використовувався відразу з часів першого поділу (1772) до початку 1860-х. Під час поділу Речі Посполитої, коли відбувався процес встановлення російських порядків у «новопридбаних» губерніях імперії, в російських офіційних документах також використовувалися терміни «новоприєднані від Польщі області», «придбані від Польщі обласці», «губернії знову приєднані до Росії від Польщі» та ін.

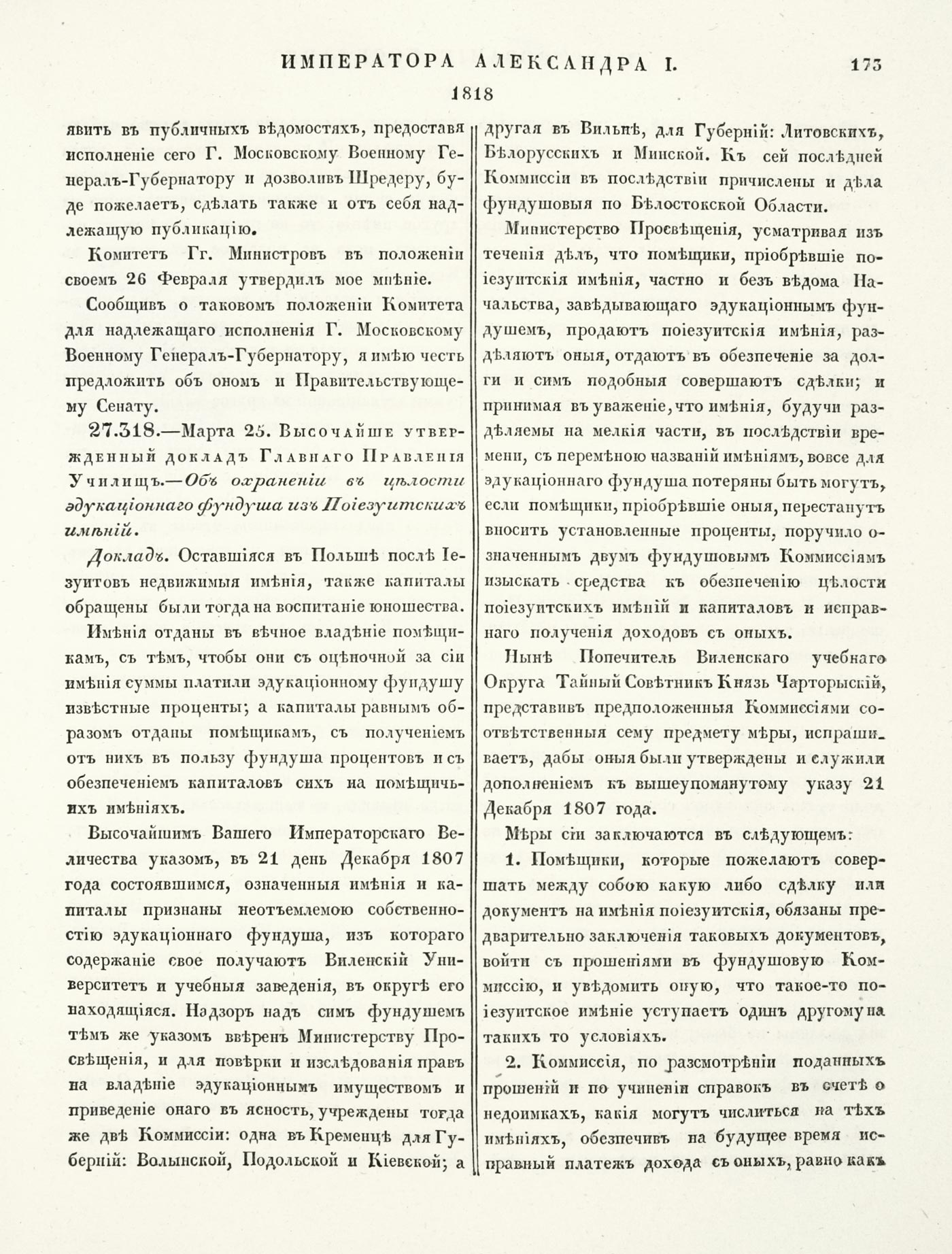
Збереження в цілості едукаційного фундушу з Поєзуїтських маєтків. Повний звід законів Російської імперії. Збір перший. Т. 35, №27318 (фрагмент), 1818 р.

З 1796 року, початку правління Павла I, до середини 1830-х років (навіть після «Листопадового повстання»), щодо «новоприєднаних» губерній використовувалися також терміни «польські губернії» («наші польські губернії», «польські провінції»), які не планувалося пов'язувати з воєводствами Королівства Польського. Також, можна було зустріти терміни «литовські губернії» («литовські провинції», «Литва») та «білоруські губернії» («білоруські провинції», «Біла Россія», «Білорусія») щодо відповідних губерній, котрі так називалися загалом. Рідко уживалися й терміни «Литовський край» та «Білоруський край».
Після придушення повстання 1830—1831 рр. з середини 1830-х років, щодо усіх губерній, отриманих Російською імперією через поділи Річі Посполитої до 1917 року використовувався термін «західні губернії» (або «Західний край»). Землі колишнього Великого князівства Литовського входили до складу окремих сусідніх генерал-губернаторств і не виділялися в бюрократичній термінології окремо від «західних губерній» (насамперед через схожість державної політики щодо цих губерній). Цей термін був найпоширенішим до початку 1860-х років у законодавстві Російської імперії. На початку 1840-х (під час ейфорії влади після ліквідації греко-католицтва та збільшення кількості православних у Російській імперії за рахунок колишніх греко-католиків) і на початку 1860-х (під час чергового загострення відносин між місцевою шляхтою та російською владою) в офіційних документах імперії можно було і зустріти такі терміни (з підсилювальною конотацією), як «наші західні губернії», або «західні, повернені від Польщі губернії»

### Виникнення терміна та його російські аналоги з моменту виникнення
Після скасування в Російській імперії греко-католицької церкви (1839) стосовно Київського військового генерал-губернаторства (1832–1864), що складалося з Волинської, Подільської та Київської губерній, у офіційним російським діловодстві й пресі почав паралельно використовуватися термін «Південно-Західний край» («південно-західні губернії»), а стосовно Віленського військового генерал-губернаторства (1832–1864) «Північно-Західний край» («північно-західні губернії») чи «Західний край» («західні губернії») хоча термін «Західний край» («західні губернії») використовувався паралельно для позначення всіх дев'яти «західних губерній» (Волинської, Подільської, Київської, Ковенської, Віленської, Гродненської, Мінської, Вітебської та Могилевської губерній). Більше того, термін «Західний край» для позначення Віленського військового генерал-губернатора був більш поширеним до початку 1860-х років, ніж термін «Північно-Західний край». На той час Вітебська і Могилевська губернії не входили до складу Віленського військового генерал-губернаторства і не належали до «північно-західних», а називалися «білоруськими». До початку 1860-х років у законодавстві та діловодстві Російської імперії «західні губернії» (як «північно-західні», «південно-західні», так і «білоруські»), коли про них йшла мова у документах, часто цитувалися просто як списки губерній або вказанням генерал-губернатора (чи військового губернаторства).
Терміни «Північно-Західний край» та «Південно-Західний край» стали частіше вживатися в розмовному, публіцистичному та офіційно-бюрократичному відношенні з початку 1860-х років, коли в Російській імперії почали обговорювати і проводити селянську реформу (1861), бо стосовно губерній Віленського військового генерал-губернаторства й Київського військового генерал-губернаторства були розроблені різні умови для наділення селян землею, що було зафіксовано в різних «Місцевих положеннях» для цих двох груп губерній. Широке використання цих термінів актуалізувалося підйомом повстання 1863–1864 років. Після передачі у 1863 році (через початок повстання) Вітебської та Могилевської губерній під владу віленського військового генерал-губернатора термін «північно-західні губернії» почав розповсюджуватися й на ці («білоруські») губернії.
На початку 1860-х років у російській імперській ідеології та офіційній історичній науці (особливо західноруського напрямку) територію Північно-Західного краю фактично почали тлумачити і розуміти як «Північно-Західну Русь» (або «Північно-Західну Росію»), Південно-Західний край - «Південно-Західну Русь» (або «Південно-Західну Росію»), а разом «західні губернії» трактувалися і розумілися як «Західна Русь» (чи «Західна Росія», «Західно-руський край», «західно-руські губернії»). У російській імперській ідеології та офіційній науці термін «Північно-Західна Русь» був також еквівалентним терміну «Біла Русь» (або «Білорусь і Литва»), «Південно-Західна Русь» — «Західна Малоросія». Вся Україна («Мала Русь» або «Малоросія») називалася «Південна Русь» або «Південною Росія». Самі «білоруси» та «малоруси» не вважалися самостійними народами, а разом з «великорусами» як три гілки єдиного «руського народу», які мають бути виключно православними за вірою.
Спочатку в публіцистиці західнорусистів Північно-Західний край називали не терміном «Північно-Західна Русь», а просто - «Західна Русь», за аналогією Північно-Західний край деякий час продовжували розмовно називати як «Західний край». Звідси й утворилося визначення напряму ідеології – «західнорусизм» (а Південно-Західний край спочатку у термінології західнорусистів так й називався, як «Південно-Західна Русь»).

### Термінологія серед корінних дворян краю
Корінні дворяни (шляхта) шести губерній Північно-Західного краю, які були прямими нащадками шляхти Великого князівства Литовського та продовжувачами її культури та звичаїв, використовували у своєму колі протягом ХІХ — початку ХХ ст. відносно цих провінцій терміни «колишнє Велике князівство Литовське», «землі колишнього Великого князівства Литовського», «Литва», а в офіційних зверненнях до адміністративних установ (за російських урядовців) терміни «Помісний край» (біл: «Тутэйшы Край», рос: «Здешний Край»), або просто "Край".

## Дивись також
- Білоруське генерал-губернаторство
- Литовське генерал-губернаторство| Історія Білорусі                              |
| --------------------------------------------- |
| Історичний і сучасний державний герб Білорусі |
| Давня доба                                    |
| Середньовіччя                                 |
| Нова доба                                     |
| Новітня доба                                  |
| За темою                                      |
| Інше                                          |
| Хронологія · Категорія • Портал • Інші країни |
| п о р                                         |

1. ↑  Соколова, М. Північно-Західний край / М. Соколова // Енциклопедія історії Білорусі. — Т. 5. — С. 445.
2. ↑  Аніщенко, Є.К. Інкорпорація... С. 297.
3. ↑  Повний звід законів Російської імперії. Збір перший. Т. 23, №17108, 17113, 17114, 17122, 17279 та ін.
4. ↑  Західні околиці Російської імперії / Л.А. Бережная [та ін.]; науч. ред. М. Долбилов, А. Миллер. — С. 94; Повний звід законів Російської імперії. Збір перший. Т. 28, № 21586, 21588; Т. 32, № 25319 та ін.
5. ↑  Західні околиці Російської Імперії / Л.А. Бережная [та ін.]; науч. ред. М. Долбилов, А. Миллер. — С. 104; та ін.
6. ↑  Західні околиці Російської імперії / Л.А. Бережная [та ін.]; науч. ред. М. Долбилов, А. Миллер. — С. 103; Цьвікевіч, А. «Западно-руссизм»... С. 17.
7. 1 2  А. Миллер Формирование наций у восточных славян в XIX в проблема альтернативности и сравнительно-исторического контекста - страница 2. uchebilka.ru. Архів оригіналу за 22 травня 2022. Процитовано 5 травня 2022.
8. ↑  Коялович, М.О. Чтения по истории Западной России… С. 1.